# Louise de Saxe-Meiningen
La princesse Wilhelmine - Louise Christine de Saxe-Meiningen (6 août 1752 à Francfort – 3 juin 1805, à Cassel), était une duchesse de Saxe-Meiningen par naissance et landgravine de Hesse-Philippsthal-Barchfeld par mariage.

## Biographie
Louise est une fille du Duc Antoine-Ulrich de Saxe-Meiningen (1687-1763) de son second mariage de Charlotte Amalie (1730 - 1801), fille du Landgrave Charles Ier de Hesse-Philippsthal.
Louise a épousé le 18 octobre 1781 à Meiningen le comte Adolphe de Hesse-Philippsthal-Barchfeld (1743-1803). Dans son contrat de mariage, signé par sa mère, agissant en qualité de régente pour son frère, le Duc Charles de Saxe-Meiningen, conclu avec le Comte Adolphe, il a été convenu que sa future femme est le seul tuteur de ses enfants mineurs et de l'administrateur de leurs actifs. Après Adolphe est mort en 1803, Louise présente ce contrat à la Chambre impériale et cette cour confirme sa tutelle sur ses trois fils.

## Famille
De son mariage Louise eu 6 enfants :
- Frédéric de Hesse-Philippsthal-Barchfeld (1782-1783)
- Charles de Hesse-Philippsthal-Barchfeld, landgrave de Hesse-Philippsthal-Barchfeld
- Guillaume de Hesse-Philippsthal-Barchfeld (1786-1834), en 1812 il épousa Julienne-Sophie de Danemark (1788-1850), (fille de Frédéric de Danemark)
- Georges de Hesse-Philippsthal-Barchfeld (1787-1788)
- Ernest de Hesse-Philippsthal-Barchfeld (1789-1850)
- Charlotte de Hesse-Philippsthal-Barchfeld (1794-1794)